# Goldendoodle
Goldendoodle je kříženec zlatého retrívra a pudla. Vzhled goldendoodla se může lišit, záleží, jak vypadají jeho rodiče a zda jde o malého, či velkého pudla, ale i konkrétního zlatého retrívra. Chovatelé se specializují na konkrétní variantu, záleží také na tom, jak ho budou využívat.

## Povaha
Goldendoodle by měl být hravý, přátelský a milující. Hodí se jako skvělý rodinný společník, právě díky jeho povaze. Miluje děti a hry. Svému majiteli je oddaný, stejně jako labradoodle se hodí pro začátečníky. Cvičit ho je poměrně snadné, po pudlovi zdědil vysokou inteligenci, je však nutné se k němu chovat vlídně a příliš na něj nekřičet. Pokud se dobře vychová, stane se vašim nejvěrnějším přítelem. Je však nutné mít na paměti, že se musí pravidelně venčit. Má rád aktivní hry, proto je potřeba minimálně jednou denně s ním jít na velmi dlouhou procházku. Pokud si hodláte pořídit goldendoodle, pořádně se rozhodněte, zda na něj máte dostatek času. Pokud o něj pečujete s láskou, přilne k vám a těžce snáší, když jeho pán odchází na delší dobu. Podobnou povahu má i labradoodle, kříženec labradorského retrívra a pudla. Oproti goldendoodlovi je labradoodle hravější a o něco pracovitější. Pro oba se hodí psí sporty jako agility nebo dogdancing.[zdroj?]